# Сент-Анн (парафія, Нью-Брансвік)
Сент-Анн (англ. Sainte-Anne) — парафія в Канаді, у провінції Нью-Брансвік, у складі графства Мадаваска.

## Населення
За даними перепису 2016 року, парафія нараховувала 964 особи, показавши зростання на 1,6%, порівняно з 2011-м роком. Середня густина населення становила 2,6 осіб/км².
З офіційних мов обидвома одночасно володіли 505 жителів, тільки англійською — 5, тільки французькою — 450.
Працездатне населення становило 58,5% усього населення, рівень безробіття — 13,5% (18,8% серед чоловіків та 10,2% серед жінок). 91,7% осіб були найманими працівниками, а 7,3% — самозайнятими.
Середній дохід на особу становив $30 756 (медіана $25 360), при цьому для чоловіків — $34 777, а для жінок $26 189 (медіани — $32 235 та $21 024 відповідно).
28,7% мешканців мали закінчену шкільну освіту, не мали закінченої шкільної освіти — 39%, 32,3% мали післяшкільну освіту, з яких 17% мали диплом бакалавра, або вищий.
| Статево-вікова структура населення | Статево-вікова структура населення | Статево-вікова структура населення | Статево-вікова структура населення | Статево-вікова структура населення |
| ---------------------------------- | ---------------------------------- | ---------------------------------- | ---------------------------------- | ---------------------------------- |
|                                    |                                    |                                    |                                    |                                    |
| Всього                             | Всього                             | 50,8%49,2%                         |                                    |                                    |
| 0 — 14 років                       | 0 — 14 років                       |                                    | 12,5%                              | 12,5%                              |
| 15 — 64 років                      | 15 — 64 років                      |                                    | 70,3%                              | 70,3%                              |
| 65 і більше                        | 65 і більше                        |                                    | 17,2%                              | 17,2%                              |
| 85 і більше                        | 85 і більше                        |                                    | 1%                                 | 1%                                 |
| Середній вік (років)               | Середній вік (років)               | 46,245,0                           | 45,6                               | 45,6                               |
| Медіана (років)                    | Медіана (років)                    | 51,149,4                           | 50,1                               | 50,1                               |
| — чоловіки — жінки                 |                                    |                                    |                                    |                                    |

| Походження мешканців:     | Походження мешканців:     | Походження мешканців: | Походження мешканців: | Походження мешканців: |
| ------------------------- | ------------------------- | --------------------- | --------------------- | --------------------- |
| Походження                |                           |                       | осіб                  | %                     |
| Корінні американці        | Корінні американці        |                       | 35                    | 3.7%                  |
| Інше північноамериканське | Інше північноамериканське |                       | 880                   | 93.12%                |
| Європейське               | Європейське               |                       | 190                   | 20.11%                |
| британське                | британське                |                       | 25                    | 2.65%                 |
| французьке                | французьке                |                       | 165                   | 17.46%                |
| Карибське                 | Карибське                 |                       | 10                    | 1.06%                 |

| Зайнятість населення за галузями (за класифікацією NOC): | Зайнятість населення за галузями (за класифікацією NOC): | Зайнятість населення за галузями (за класифікацією NOC): | Зайнятість населення за галузями (за класифікацією NOC): | Зайнятість населення за галузями (за класифікацією NOC): |
| -------------------------------------------------------- | -------------------------------------------------------- | -------------------------------------------------------- | -------------------------------------------------------- | -------------------------------------------------------- |
|                                                          |                                                          |                                                          |                                                          |                                                          |
| Управління                                               | Управління                                               |                                                          | 4,2%                                                     | 4,2%                                                     |
| Бізнес, фінанси та адміністрування                       | Бізнес, фінанси та адміністрування                       |                                                          | 10,5%                                                    | 10,5%                                                    |
| Природничі та прикладні науки                            | Природничі та прикладні науки                            |                                                          | 2,1%                                                     | 2,1%                                                     |
| Охорона здоров'я                                         | Охорона здоров'я                                         |                                                          | 11,6%                                                    | 11,6%                                                    |
| Освіта, правозахист, муніципальні та урядові служби      | Освіта, правозахист, муніципальні та урядові служби      |                                                          | 7,4%                                                     | 7,4%                                                     |
| Роздрібна торгівля та послуги                            | Роздрібна торгівля та послуги                            |                                                          | 20%                                                      | 20%                                                      |
| Гуртова торгівля, транспорт та обладнання                | Гуртова торгівля, транспорт та обладнання                |                                                          | 15,8%                                                    | 15,8%                                                    |
| Природні ресурси, сільське господарство                  | Природні ресурси, сільське господарство                  |                                                          | 11,6%                                                    | 11,6%                                                    |
| Виробництво                                              | Виробництво                                              |                                                          | 16,8%                                                    | 16,8%                                                    |

## Клімат
Середня річна температура становить 2,8°C, середня максимальна – 21,5°C, а середня мінімальна – -20,8°C. Середня річна кількість опадів – 1 075 мм.
| Клімат поселення                              | Клімат поселення | Клімат поселення | Клімат поселення | Клімат поселення | Клімат поселення | Клімат поселення | Клімат поселення | Клімат поселення | Клімат поселення | Клімат поселення | Клімат поселення | Клімат поселення | Клімат поселення |
| Показник                                      | Січ.             | Лют.             | Бер.             | Квіт.            | Трав.            | Черв.            | Лип.             | Серп.            | Вер.             | Жовт.            | Лист.            | Груд.            |                  |
| Середній максимум, °C                         | −7,7             | −5,71            | 0,75             | 7,83             | 15,45            | 20,90            | 21,51            | 20,74            | 15,07            | 9,24             | 2,91             | −5,52            |                  |
| Середня температура, °C                       | −14,24           | −12,25           | −5,8             | 1,29             | 8,90             | 14,36            | 17,63            | 16,86            | 11,20            | 5,36             | −0,97            | −9,4             |                  |
| Середній мінімум, °C                          | −20,78           | −18,8            | −12,35           | −5,25            | 2,36             | 7,82             | 13,75            | 12,99            | 7,33             | 1,48             | −4,84            | −13,28           |                  |
| Норма опадів, мм                              | 86               | 67               | 70               | 66               | 86               | 96               | 119              | 105              | 95               | 96               | 94               | 95               |                  |
| Середньомісячна швидкість вітру, м/с          | 4.02             | 4.07             | 4.25             | 4.02             | 3.78             | 3.41             | 3.09             | 3.02             | 3.33             | 3.72             | 3.91             | 4.00             |                  |
| Середньомісячна сонячна радіація, кДж/м²·день | 5089             | 8429             | 12320            | 16029            | 18522            | 20256            | 19511            | 17139            | 12513            | 7640             | 4558             | 3887             |                  |
| --------------------------------------------- | ---------------- | ---------------- | ---------------- | ---------------- | ---------------- | ---------------- | ---------------- | ---------------- | ---------------- | ---------------- | ---------------- | ---------------- | ---------------- |
| Джерело:                                      |                  |                  |                  |                  |                  |                  |                  |                  |                  |                  |                  |                  |                  |